# Don Bosco Groot-Bijgaarden
Don Bosco Groot-Bijgaarden (voorheen MMI-Parnas) is een katholieke school in Groot-Bijgaarden.  Ze is gelegen in de Brusselstraat en behoort tot de Scholengemeenschap voor Katholiek Secundair Onderwijs Dilbeek-Ternat. De school biedt de volgende richtingen aan: 
- Algemeen Secundair Onderwijs (ASO)
  - Economie-Moderne Talen
  - Economie-Wiskunde
  - Wetenschappen-Sport
- Technisch Secundair Onderwijs (TSO)
  - Boekhouden-Informatica
  - Informaticabeheer
  - Handel
  - Lichamelijke Opvoeding
  - Sociale en Technische Wetenschappen
- Beroeps Secundair Onderwijs (BSO)
  - Kantoor
  - Verzorging

In 2000 werd de fusie tussen het Maria Mazzarello-instituut (MMI), genaamd naar de heilige Maria Mazzarello (1837-1881), en Parnas overgenomen door het Don Bosco-onderwijscentrum.  De school heette toen MMI-Parnas.  In 2007 werd besloten de naam te wijzigen in Don Bosco Groot-Bijgaarden. 
In 2009 telde de school iets minder dan 1.200 leerlingen en zowat 100 leerkrachten.